# Anemone slavica
Anemone slavica là một loài thực vật có hoa trong họ Mao lương. Loài này được G.Reuss mô tả khoa học đầu tiên năm 1850.

## Hình ảnh

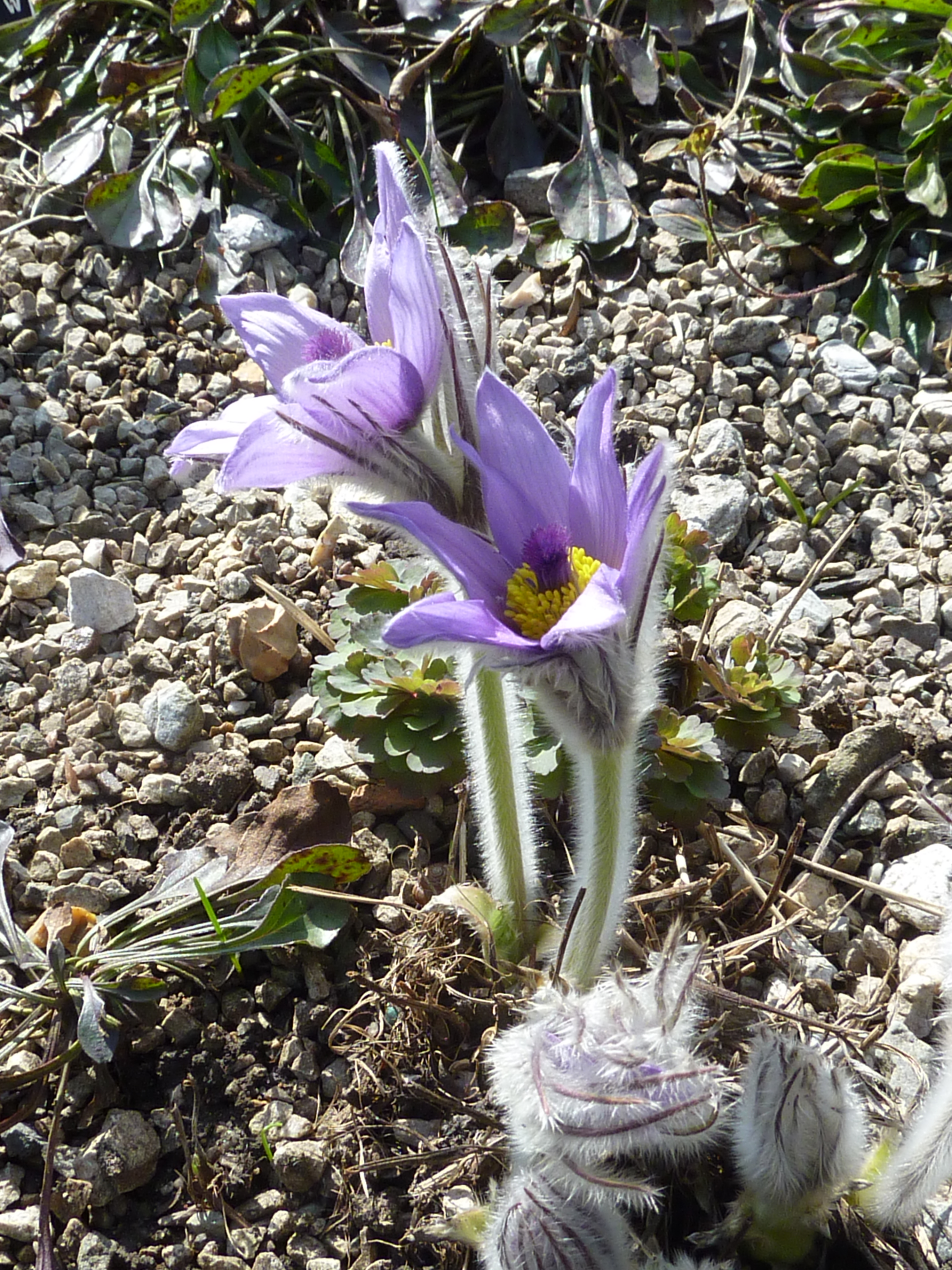
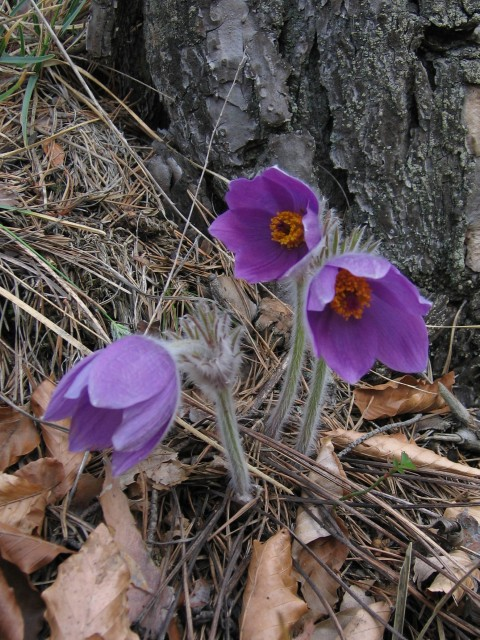
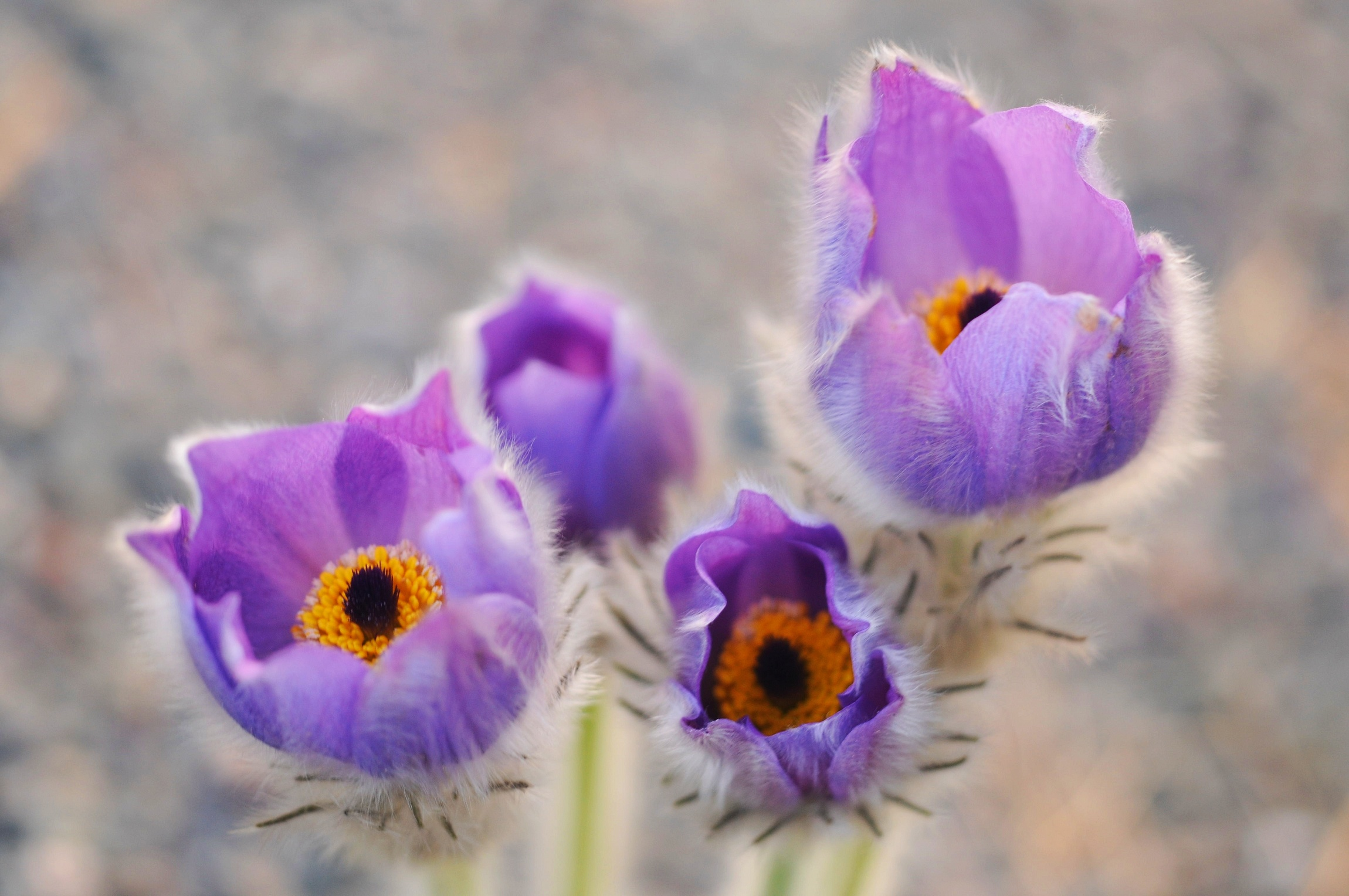